# Kaapaau Fluctus
Il Kaapaau Fluctus è una struttura geologica della superficie di Venere.